# Trivante Stewart
Trivante Vicent Stewart (22 de marzo de 2000) es un futbolista profesional jamaicano que juega como delantero en el Maccabi Haifa F. C. de la Liga Premier de Israel.

## Trayectoria

### Inicios
Stewart comenzó su carrera con el DB Basovak en su ciudad natal de Spanish Town, antes de pasar a jugar al fútbol en Innswood High School y Charlie Smith High School, a esta última representó en la Copa Manning.

### Carrera profesional
Comenzó su carrera profesional en la UWI, antes de mudarse a Molynes United en 2022. A mitad de la temporada 2022, se mudó a Mount Pleasant, donde floreció, anotando cinco goles en sus primeros cuatro partidos con el club con sede en Saint Ann Parish. El 17 de agosto de 2023, Stewart se unió oficialmente al Salernitana italiano con un contrato permanente, firmando un contrato de tres años con el club, con una opción adicional. En el proceso, se convirtió en el tercer futbolista jamaicano en jugar en la Serie A, así como el primero en unirse a ella desde su propia liga nacional. El 1 de octubre de 2023, Trivante debutó con el Salernitana, entrando como suplente en el minuto 79 ante el Inter de Milán. Sin embargo, Salernitana perdió 4 – 0, con Lautaro Martínez, él mismo suplente, anotando los cuatro goles. El 14 de febrero de 2024 fue anunciado su cesión al FK Javor Ivanjica con opción a compra. Esta no se hizo efectiva pero continuó jugando en Serbia al fichar por el FK Radnički Niš.

## Selección nacional
Su debut con la selección de Jamaica fue el 9 de noviembre de 2022 en el empate 1 a 1 contra la selección de Camerún en un partido amistoso en el Estadio Ahmadou Ahidjo en Camerún en donde fue suplente y entró al minuto 46 por Peter McGregor.

## Clubes
| Club                   | País    | Año       |
| ---------------------- | ------- | --------- |
| UWI FC                 | Jamaica | 2019-2021 |
| Molynes United FC      | Jamaica | 2022      |
| Mount Pleasant FA      | Jamaica | 2002-2023 |
| U. S. Salernitana 1919 | Italia  | 2023-2024 |
| FK Javor Ivanjica      | Serbia  | 2024      |
| FK Radnički Niš        | Serbia  | 2024-2025 |
| Maccabi Haifa F. C.    | Israel  | 2025-     |

## Palmarés

### Títulos nacionales
| Título         | Club              | País    | Año     |
| -------------- | ----------------- | ------- | ------- |
| Premier League | Mount Pleasant FA | Jamaica | 2022-23 |